# Melodifestivalen 1962
Melodifestivalen 1962, eller Eurovisionsschlagern - svensk final, var den femte upplagan av musiktävlingen Melodifestivalen och samtidigt Sveriges uttagning till Eurovision Song Contest 1962. 
Finalen hölls på Cirkus i Stockholm den 13 februari 1962, där melodin "Sol och vår", framförd av Inger Berggren och Lily Berglund (varsin gång), vann, genom att ha fått flest totalpoströster av tittarna. Formatet med endast en finalkväll behölls från föregående år, liksom den struktur att bidragen skulle framföras två gånger av varsin artist respektive orkester. Flera förändringar gjordes dock, då man valde att bjuda in kompositörer istället för att anordna en särskild nationell inskickning av bidrag, samtidigt som bakgrundskör användes för första gången. Inger Berggren blev också den första vinnarartisten att också få tävla med sitt vinnarbidrag i Eurovisionsfinalen.
Sol och vår fick sedan representera Sverige i ESC 1962 som hölls i Luxemburg den 12 mars 1962.

## Tävlingsupplägg[1]
Upplägget med endast en finalkväll användes även det här året. Sveriges Radio-TV bjöd från början in sju kompositörer till tävlingen, istället för att använda en nationell inskickning av bidrag till tävlingen. Dessa sju kompositörer fick sedan i uppdrag att komponera ihop varsin låt som sedan skulle tävla. I själva finalen var det sedan upp till tittarna att avgöra vilket bidrag som skulle vinna, detta genom poströstning. Därmed slopades jurygrupperna som använts tidigare år.
För första gången i Melodifestivalen fick en icke-svensk artist framföra en av de tävlande låtarna. Det var dansken Otto Brandenburg som blev den första utländska artisten att pröva lyckan i den svenska uttagningen. För första gången använde också Sveriges Radio-TV sig av gruppen Four Hits (Johnny Ekh, Pia Lang, Leppe Sundevall och Bo Söderman) som bakgrundskör i den svenska finalen. I Eurovisionsfinalen fick dock kören inte följa med, då EBU vid denna tidpunkt inte tillät körer. 

### Diskvalificeringar
Bara några minuter före den svenska finalen skulle hållas diskvalificerades bidraget "Kärlek och pepparrot" med text och musik av Olle Adolphson och Björn Lindroth. Anledningen till att bidraget blev diskvalificerat var att det hade framförts i radio innan tävlingen ägt rum. Bidraget skulle ha framförts av Mona Grain och Monica Zetterlund.

### Återkommande artister
| Artist            | Tidigare år (med placering) (Melodifestivalen) | Tidigare år (med placering) (ESC) |
| ----------------- | ---------------------------------------------- | --------------------------------- |
| Inger Berggren    | 1960 (1:a, 2:a)                                | –                                 |
| Lily Berglund     | 1961 (2:a, 5:a)                                | –                                 |
| Mona Grain        | 1960 (3:a, 4:a)                                | –                                 |
| Östen Warnerbring | 1959 (4:a, 5:a), 1960 (1:a, 2:a)               | 1960 (Ej representerad)           |

## Finalkvällen
Finalen av festivalen 1962 sändes den 13 februari från Cirkus i Stockholm. Programledare var Bengt Feldreich. Finalen sändes direkt också i Danmark, Finland och Norge via Nordvision. Precis som de två senaste åren framfördes varje bidrag två gånger med två olika artister och två olika orkestrar. Den stora orkestern (SR:s underhållningsorkester) leddes av Egon Kjerrman, medan den lilla orkestern (kvintetten) leddes av Göte Wilhelmson. Skillnaden mot föregående år var att endast tittarna fick påverka vilket bidrag som skulle vinna. Detta genom att skicka in röster via brev och vykort till Sveriges Radio-TV. Det skickades in över 200 000 röster.

### Startlista
| Nr | Artist omgång 1   | Artist omgång 2   | Låt                    | Upphovsmän (Text & musik)              |
| -- | ----------------- | ----------------- | ---------------------- | -------------------------------------- |
| 1  | Otto Brandenburg  | Östen Warnerbring | Lolo Lolita            | Yngve Orrmell1 (t), Bobbie Ericson (m) |
| 2  | Östen Warnerbring | Mona Grain        | Trollen ska trivas     | Ulf Peder Olrog (tm)                   |
| 3  | Carli Tornehave   | Otto Brandenburg  | Anneli                 | Per Lindqvist (tm)                     |
| 4  | Monica Zetterlund | Carli Tornehave   | När min vän            | Owe Thörnqvist (tm)                    |
| 5  | Lily Berglund     | Inger Berggren    | Sagans underbara värld | Britt Lindeborg (tm)                   |
| 6  | Inger Berggren    | Lily Berglund     | Sol och vår            | Åke Gerhard (t), Ulf Källqvist (m)     |

1 Yngve Orrmell gick under alias Bo Eneby.

### Poäng och placeringar
| Nr | Låt                    | Post- röster | Plac. |
| -- | ---------------------- | ------------ | ----- |
| 1  | Lolo Lolita            | 11858        | 4     |
| 2  | Trollen ska trivas     | 4001         | 6     |
| 3  | Anneli                 | 13401        | 3     |
| 4  | När min vän            | 74077        | 2     |
| 5  | Sagans underbara värld | 6885         | 5     |
| 6  | Sol och vår            | 102327       | 1     |

- Totalt antal poströster: 212 549 röster.

## Eurovision Song Contest
Det lilla landet Luxemburg stod för första gången värd för ett Eurovision Song Contest, i och med landets vinst året innan. Trots att landet inte är stort till ytan hade man råd att genomföra en Europeisk final, till skillnad mot exempelvis Monaco skulle få år 1971. Finalen förlades i arenan CLT Grand Auditorium de RTL i huvudstaden Luxemburg. Totalt kom sexton länder att tävla, dock inga länder som debuterade eller drog sig tillbaka från föregående år. Precis som tidigare år bestod varje lands jury av tio personer som gav tre länder poäng: tre poäng till landets favorit, två poäng till landets tvåa och en poäng till landets trea. Övriga bidrag nollades.
Sverige tävlade som nummer sex (av sexton länder) och slutade efter juryöverläggningarna på sjunde plats med fyra poäng. Med totalt 26 poäng tog Frankrike hem segern, vilket var den tredje segern på fem år, samtidigt som Monaco blev tvåa på 13 poäng och värdlandet Luxemburg trea på 11 poäng. För första gången någonsin nollades länder: totalt fyra länder (Belgien, Nederländerna, Spanien och Österrike) slutade på delad sistaplats med noll poäng. Trots att Frankrike vann det här året skulle de inte komma att stå värdland året därpå.